# Mamadou Chérif Dia
Mamadou Chérif Dia (né le 16 octobre 1984 à Kayes, le 13 mars 1985 selon d'autres sources) est un athlète malien, spécialiste du saut en longueur et du triple saut.

## Biographie
En 2007 il bat avec 7,77 m le record national du saut en longueur lors du tournoi de la solidarité à Ouagadougou, ainsi que celui du triple saut, 15,98 m à Bamako. Il bat le premier en 2010 pour le porter à 7,82 m.
En 2015 il est médaillé de bronze lors des Jeux africains de Brazzaville, grâce à un triple bond de 16,55 m, un nouveau record du Mali.
En 2016, il représente le Mali aux Jeux olympiques d'été de Rio de Janeiro. Dans le concours de qualification B de l'épreuve du triple saut, il réalise 16,45 m à son deuxième essai, il est avec cette marque 12e du concours B et 24e au général; n'ayant pas réussi 16,95 m ni ne s'étant classé dans les 12 premiers, il ne participe pas à la finale.
En 2018, il termine 4e aux championnats d'Afrique, réalisant 16,44 m.

## Palmarès
| Date | Compétition             | Lieu           | Résultat | Epreuve          | Marque  |
| ---- | ----------------------- | -------------- | -------- | ---------------- | ------- |
| 2007 | Jeux africains          | Alger          | 7e       | Saut en longueur | 7,75 m  |
| 2010 | Championnats d'Afrique  | Nairobi        | 6e       | Saut en longueur | 7,73 m  |
| 2012 | Championnats d'Afrique  | Porto-Novo     | 8e       | Saut en longueur | 7,35 m  |
| 2012 | Championnats d'Afrique  | Porto-Novo     | 8e       | Triple-saut      | 15,69 m |
| 2013 | Jeux de la Francophonie | Nice           | 11e      | Triple-saut      | 15,70 m |
| 2015 | Jeux africains          | Brazzaville    | 3e       | Triple-saut      | 16,55 m |
| 2015 | Jeux africains          | Brazzaville    | 4e       | Saut en longueur | 7,43 m  |
| 2016 | Championnats d'Afrique  | Durban         | 6e       | Triple-saut      | 16,29 m |
| 2016 | Jeux olympiques         | Rio de Janeiro | 24e      | Triple-saut      | 16,45 m |
| 2017 | Jeux de la Francophonie | Abidjan        | 3e       | Triple-saut      | 16,59 m |
| 2018 | Championnats d'Afrique  | Asaba          | 4e       | Triple-saut      | 16,44 m |
| 2019 | Jeux africains          | Rabat          | 5e       | Triple saut      | 16,14 m |

## Records
| Épreuve          | Performance  | Lieu           | Date                        |
| ---------------- | ------------ | -------------- | --------------------------- |
| Saut en longueur | 7,82 m (NR)  | Bamako         | 28 avril 2010               |
| Triple saut      | 16,59 m (NR) | Bamako Abidjan | 3 juin 2017 24 juillet 2017 |